# Ĝ
Ĝ é a 9.a letra do alfabeto esperanto. É pronunciado como [dj ou gi] (Como em Giuseppe).
Esta letra consiste do "g" latino com um acento circunflexo.
A letra Ĝ também é utilizada na língua aleúte como consoante fricativa uvular.